# Flavi Honori
Flavi Honori (en llatí: Flavius Honorius - 9 de setembre de 384 – 15 d'agost de 423) fou el primer emperador de l'Imperi Romà d'Occident, del 395 al 423. A la mort del seu pare Teodosi I el Gran, ell i el seu germà Arcadi es van dividir l'imperi; anteriorment les províncies de l'est i l'oest ja havien estat repartides entre diversos emperadors que les cogovernaven però sense esdevenir Estats independents. Atès que va arribar al poder amb només nou anys, el govern el va exercir Estilicó, nomenat tutor per Teodosi abans de morir. El 408 va perdre el control sobre Britànnia, que s'havia fet independent, i d'Hispània, en part conquerida pels visigots i en part sota domini de l'emperador de Britànnia Constantí. Alaric el vàndal va saquejar Roma, i la ciutat va resultar tan malmesa que els ciutadans van tardar anys a recuperar-se. Com que va morir sense descendència, l'emperador d'Orient, Teodosi II el Jove va escollir el seu cosí Valentinià III, amb el general Constanci, com a coemperador.

## Ascens al tron
Era fill de Teodosi I el Gran i de la seva primera muller, Èlia Flaccil·la, i germà d'Arcadi, emperador d'Orient. Fou nomenat cèsar pel seu pare amb només dos anys, el 386, i august d'Occident, el 393, quan Teodosi es va negar a reconèixer Eugeni (que havia substituït Valentinià II per imposició del capitost bàrbar Arbogast) com a emperador a l'oest.
Les forces de Teodosi van atacar (394) Arbogast i Eugeni, però foren derrotades a la vora del riu Fred (Frigidus), a prop de la moderna Wippach. En un segon atac al mateix lloc, Teodosi fou més afortunat i mercès a la traïció d'Arbitrims, un dels generals d'Arbogast i d'Eugeni, va obtenir una victòria completa. Arbogast va fugir, però va ser acorralat als Alps i es va suïcidar. Eugeni fou fet presoner i executat. Honori fou reconegut com a august d'Occident amb només vuit anys i mig.
A la mort del pare, el 17 de gener del 395, Honori fou erigit emperador d'Occident, amb només nou anys i mig. El seu tutor fou el mestre dels soldats Estilicó, un general vàndal, i durant aquells primers anys va residir a Milà. A Constantinoble hi va haver disturbis i tot seguit els visigots es van revoltar. Dirigits per Alaric I, van envair Tràcia, Macedònia, Tessàlia i Grècia, on van entrar per les Termòpiles i van saquejar Atenes i Corint, i després el Peloponès. Estilicó va anar a la zona amb forces occidentals i els va derrotar a Corint.
Després de vèncer els visigots, Estilicó hi va negociar, per la qual cosa es va enemistar amb les autoritats d'Orient, especialment Rufí, que ocupava el mateix càrrec que ell a la part oriental de l'imperi, proper a Arcadi, germà d'Honori.
Estilicó, amb la col·laboració de Mascezel, va sufocar la rebel·lió del comte Gildó (germà de Mascezel) a Àfrica (396-398) i després va casar una de les seves filles, Maria, amb Honori, que havia arribat als catorze anys (Honori es va casar més tard amb una altra filla d'Estilicó anomenada Termància).

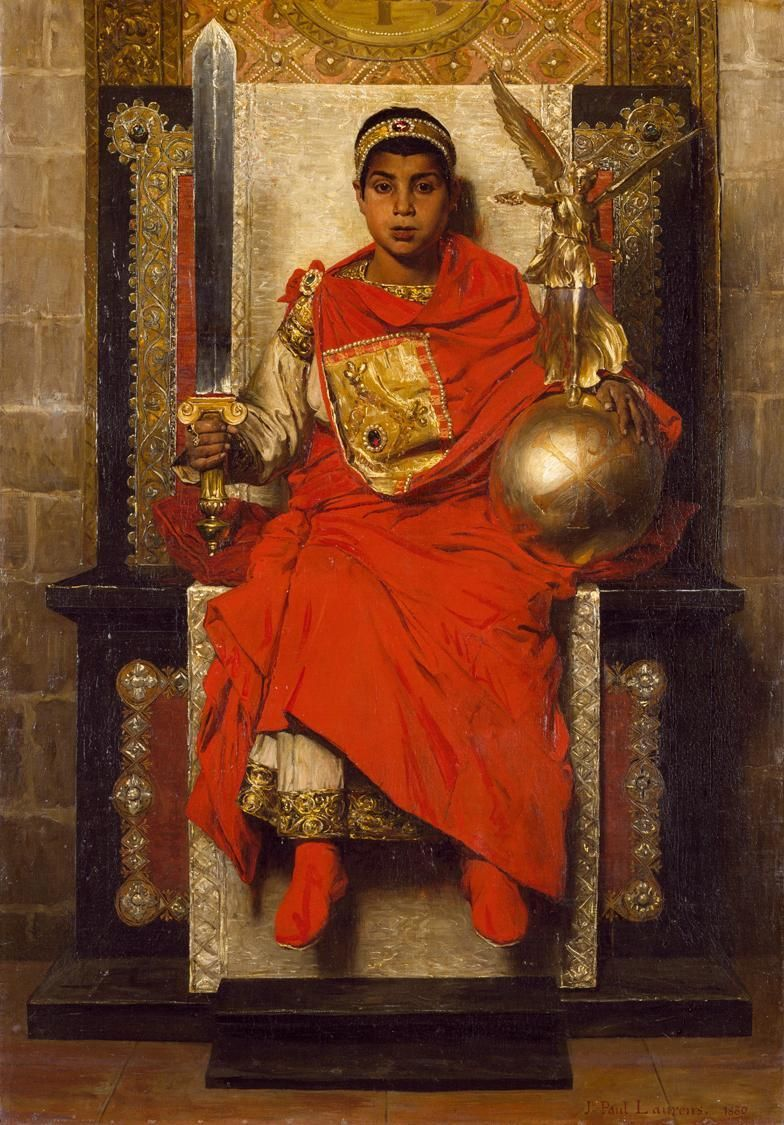
The Late Empire: Honorius, oli romàntic de Jean-Paul Laurens (1880)

El 402 Estilicó va rebutjar la primera invasió dels visigots a Itàlia. A Roma, durant les festes per celebrar la victòria es van permetre jocs en els quals van participar gladiadors, cosa a la qual els cristians s'oposaven. L'eremita Telèmac va baixar a l'arena per impedir les lluites i va ser linxat per la multitud. Després d'això, ja no es van celebrar més combats de gladiadors, que van ser prohibits definitivament per un edicte imperial el 404.

## Declivi terminal de l'imperi
Després la invasió d'Alaric la cort es va haver de traslladar de Mediolànum a Ravenna, que, protegida pels aiguamolls que l'envoltaven, oferia una seguretat més gran que Roma o Milà. El 18 de novembre del mateix 402 Alaric I va entrar a Itàlia amb la seva gent per segona vegada, va assetjar Aquileia i després es va dirigir a Ravenna i a Milà (febrer del 403) sense èxit, i finalment van assetjar Asti, on era Honori amb forces romanes. Estilicó els va derrotar a Hasta (març) i a Pol·lència (6 d'abril), batalla en la qual els romans van fer presoners la muller i els fills d'Alaric. Aquest va atacar Verona, però fou rebutjat pel general Saule (Saulus) i es va haver de retirar a Il·líria.
Cap al 405 també Radagais, al capdavant d'un exèrcit format per vàndals, sueus, burgundis, alans i hèruls, va envair Itàlia, però Estilicó els va assetjar quan estaven acampats prop de Florència i els va obligar a rendir-se. Radagais va fugir a les muntanyes Fescolanis (Fiesole), però els seus homes s'hi morien de gana i de set i quan va intentar obrir-se pas fou derrotat, capturat i després executat i els seus homes venuts com a esclaus. Dos generals bàrbars, Huldin i Sar, es van passar als romans.
Vers el 407 o començaments del 408 es va rebel·lar a Britànnia Constantí III, creuant el canal de la Mànega amb totes les tropes mòbils de Britànnia i desembarcant a Boulogne deixant sembla l'illa desguarnida, que es va perdre per l'imperi, i cap al 408 va aconseguir dominar la Gàl·lia. Constantí va nomenar cèsar el seu fill Constant. Aleshores, Estilicó va cercar l'aliança visigoda per fer front a aquest nou enemic, però es va trobar amb la forta oposició del partit nacionalista romà.

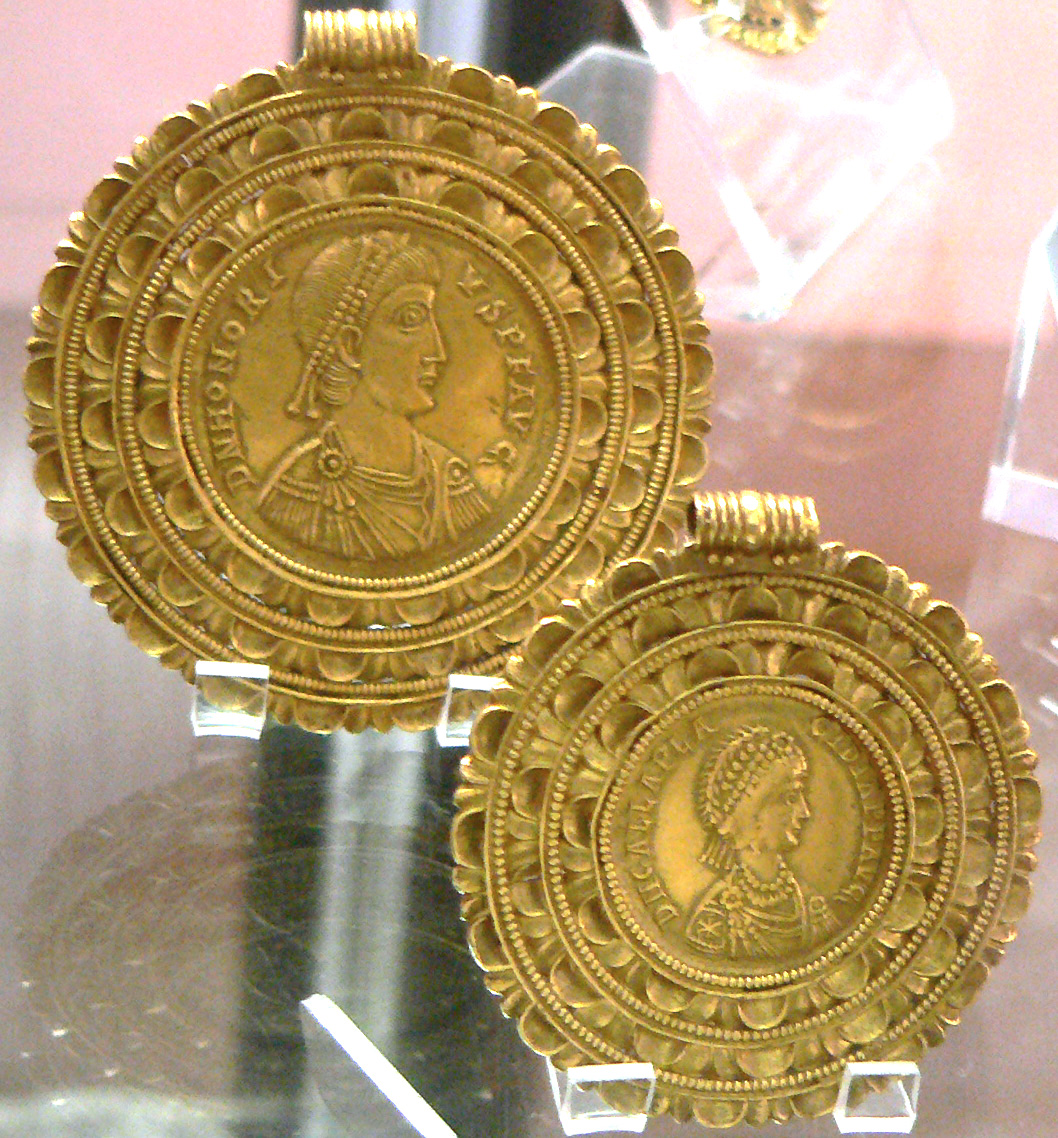
Medalles amb les efígies d'Honori i Gal·la Placídia, fetes a Ravenna el 425 (París, Bibliothèque nationale)

Els enemics d'Estilicó (cristians i nacionalistes romans) van fer circular el rumor que volia col·locar el seu fill Euqueri en el tron i que havia convidat els vàndals a atacar. Honori, convençut pels conspiradors, va enviar assassins per executar el general, que fou mort el 23 d'agost del 408. Probablement després de l'assassinat de Estilicó es va sotmetre Hispània a Constantí III, o si més no una part d'ella (la Tarraconense amb tota seguretat). Constant, el cèsar, fou nomenat august i se li va donar el govern d'Hispània. Honori va haver de reconèixer Constantí III com a august.
Els visigots van posar setge a Roma amb la intenció de forçar Honori a cedir-los terres. En el decurs de l'estira-i-arronsa Alaric va entrar a la ciutat, va fer proclamar emperador el senador Prisc Àtal i ell mateix es va fer nomenar magister militum. Amb Honori dominat per la facció nacionalista romana, el 24 d'agost del 410, per un conflicte menor, els visigots d'Alaric van saquejar Roma i van deposar Àtal. Al mateix temps, Honori rebia peticions d'ajut de Britànnia (i el 411 d'Hispània), atacades pels bàrbars, a les que no podia respondre. Honori va autoritzar els francs a viure dins de l'imperi en 410 com federats i una part dels francs s'hi va acollir, proveint de tropes a l'exèrcit romà,
Constant va designar com a comandant de les forces que defensaven els passos dels Pirineus el general Geronci, que no va tardar a rebel·lar-se i va proclamar emperador el seu amic Màxim. Geronci va atacar Constantí a Arle, però va ser vençut i va fugir a Hispània, on es va suïcidar. Màxim va perdre Hispània poc després davant dels sueus, els vàndals i els alans. Les tropes d'Honori, comandades pel general Constanci, van vèncer Constantí III i aquest i el seu fill Julià van ser assassinats a Ravenna el 411. A la Gàl·lia, Joví s'havia proclamat emperador i havia associat al tron el seu fill o germà Sebastià. El general Sar, enviat a la zona, aspirava també al govern de les Gàl·lies, però va morir en lluita contra Ataülf, nou rei dels visigots, que va ocupar Narbona (412), amb l'ajut del general romà Dardà, i després Valença; aquí li va fer front Joví, que fou derrotat i fer presoner, però Sebastià va conservar el control del nord de la Gàl·lia fins que el 413 fou capturat per Ataülf i executat juntament amb Joví. Ataülf es va apoderar de tot el sud de les Gàl·lies malgrat ser derrotat a Marsella pel governador Bonifaci.
La revolta d'Heraclià (l'assassí d'Estilicó) a Àfrica (413) fou de curta volada i va acabar aviat, amb la seva execució. El 414 Ataülf es va casar amb Gal·la Placídia, la germana d'Honori. L'aliança amb els visigots es va trencar i el general Constanci fou enviat contra ells, els va derrotar a Narbona i va ocupar el sud-est de la Gàl·lia, enviant-los a Hispània, la major part de la qual estava dominada per sueus, vàndals i alans (els romans només governaven la Tarraconense). Ataülf va acceptar-ho, va entrar a Hispània i es va establir a Bàrcino. Mentrestant, els pobles del nord-oest de la península (bascs, àsturs i càntabres) van independitzar-se dels romans.

## Darrers anys
El 415 Prisc Àtal fou capturat per un vaixell romà quan navegava pel golf del Lleó. Honori li va fer tallar els dits de la mà dreta, el va exposar a la vergonya pública i el va desterrar a les illes Lipari, on finalment va morir. El 416 el general Constanci va rebre la mà de Gal·la Placídia, que havia tornat després d'haver enviudat d'Ataülf. El casament es va portar a efecte el 417 i poc després Constanci (Constanci III) fou associat al tron amb el títol de cèsar.
El 419 Honori va haver d'actuar en el conflicte entre els papes Eulali i Bonifaci I. El 421 va donar a Constanci III el títol d'august i el govern de Britànnia, les Gàl·lies i Hispània, amb la intenció de reforçar-lo com a successor, però Constanci va morir al cap de set mesos (11 de setembre del 421).
Honori va morir, als 38 anys, el 27 d'agost del 423, probablement a causa de la hidropesia.
A la seva mort, un usurpador conegut com a Joan el Secretari va prendre el poder, fins que fou eliminat per Valentinià III.